# П-1 «Храбрі»
| П-1 «Храбрі»               | П-1 «Храбрі»                           | П-1 «Храбрі»                           |
| -------------------------- | -------------------------------------- | -------------------------------------- |
| П-1 Храбри / P-1 Hrabri    |                                        |                                        |
|                            |                                        |                                        |
|                            |                                        |                                        |
| Під прапором               | Югославія                              | Югославія                              |
| Спуск на воду              | 1922 рік                               | 1922 рік                               |
| Виведений зі складу флоту  | 1941 рік                               | 1941 рік                               |
| Сучасний статус            | Розібраний на метал                    | Розібраний на метал                    |
| Проєкт                     |                                        |                                        |
| Основні характеристики     |                                        |                                        |
| Швидкість (надводна)       | 15,7 вузлів (дизель)                   | 15,7 вузлів (дизель)                   |
| Швидкість (підводна)       | 10 вузлів (електродвигун)              | 10 вузлів (електродвигун)              |
| Робоча глибина занурення   | 80 м                                   | 80 м                                   |
| Автономність плавання      | 5000 миль (на 9 вузлах)                | 5000 миль (на 9 вузлах)                |
| Екіпаж                     | 45 чоловік                             | 45 чоловік                             |
| Розміри                    |                                        |                                        |
| Довжина найбільша (по КВЛ) | 72,05 м                                | 72,05 м                                |
| Ширина корпусу найб.       | 7,32 м                                 | 7,32 м                                 |
| Середня осадка (по КВЛ)    | 3,96 м                                 | 3,96 м                                 |
| Водотоннажність надводна   | 975 т                                  | 975 т                                  |
| Озброєння                  |                                        |                                        |
| Артилерія                  | 2 x 102-мм гармати 1 x 13,2-мм кулемет | 2 x 102-мм гармати 1 x 13,2-мм кулемет |
| Торпедно- мінне озброєння  | 6 x 533-мм ТА (12 торпед)              | 6 x 533-мм ТА (12 торпед)              |

П-1 «Храбрі» (серб. П-1 Храбри, хорв. P-1 Hrabri, «Хоробрий») — підводний човен ВМС Югославії однойменного типу.

## Історія
Підводний човен «L 67» типу «L» був закладений у 1917 році на верфі Sir W G Armstrong, Whitworth & Co Ltd. У 1919 році будівництво було законсервоване.
У 1926 році проданий Королівству Сербів, Хорватів і Словенців і у 1928 році добудований на верфі Vickers-Armstrongs.
У 1941 році, після окупації Югославії підводний човен «Храбрі» був захоплений німцями та переданий Італії. Він був включений до складу ВМС Італії під назвою «N 3», але через поганий технічний стан виключений зі складу флоту і у 1942 році розібраний на метал.